# Jane Abbott (Komponistin)
Jane Elizabeth Bingham Abbott, geboren als Jane Bingham, auch Jennie Abbott (* 19. März 1851 in Charlotte, Vermont, Vereinigte Staaten; † 20. Februar 1934 in Chicago, Illinois, Vereinigte Staaten), war eine US-amerikanische Sängerin, Pianistin und Komponistin.

## Leben
Jane Abbott war die Tochter von Reverend Joel Smith Bingham (1815–1894) und Jane Robbins (1815–1898). Ihr Großvater war der General Rufus Putnam. Um 1870 lebte sie mit ihren Eltern in Boston. Am 25. März 1879 heiratete sie Charles Fuller Abbott (1847–1900) in Dubuque. Ihre Söhne Samuel Bingham Abbott (1881–1893) und Julian Fuller Abbott (1887–1893) starben im April 1893 an Diphtherie. Weitere Kinder waren der Arzt Donald Putnam Abbott (1884–1936) und die Universitätsbibliothekarin Ruth Abbott (1880–1933). Später lebte sie mit ihrer Familie in Chicago.

## Werke (Auswahl)

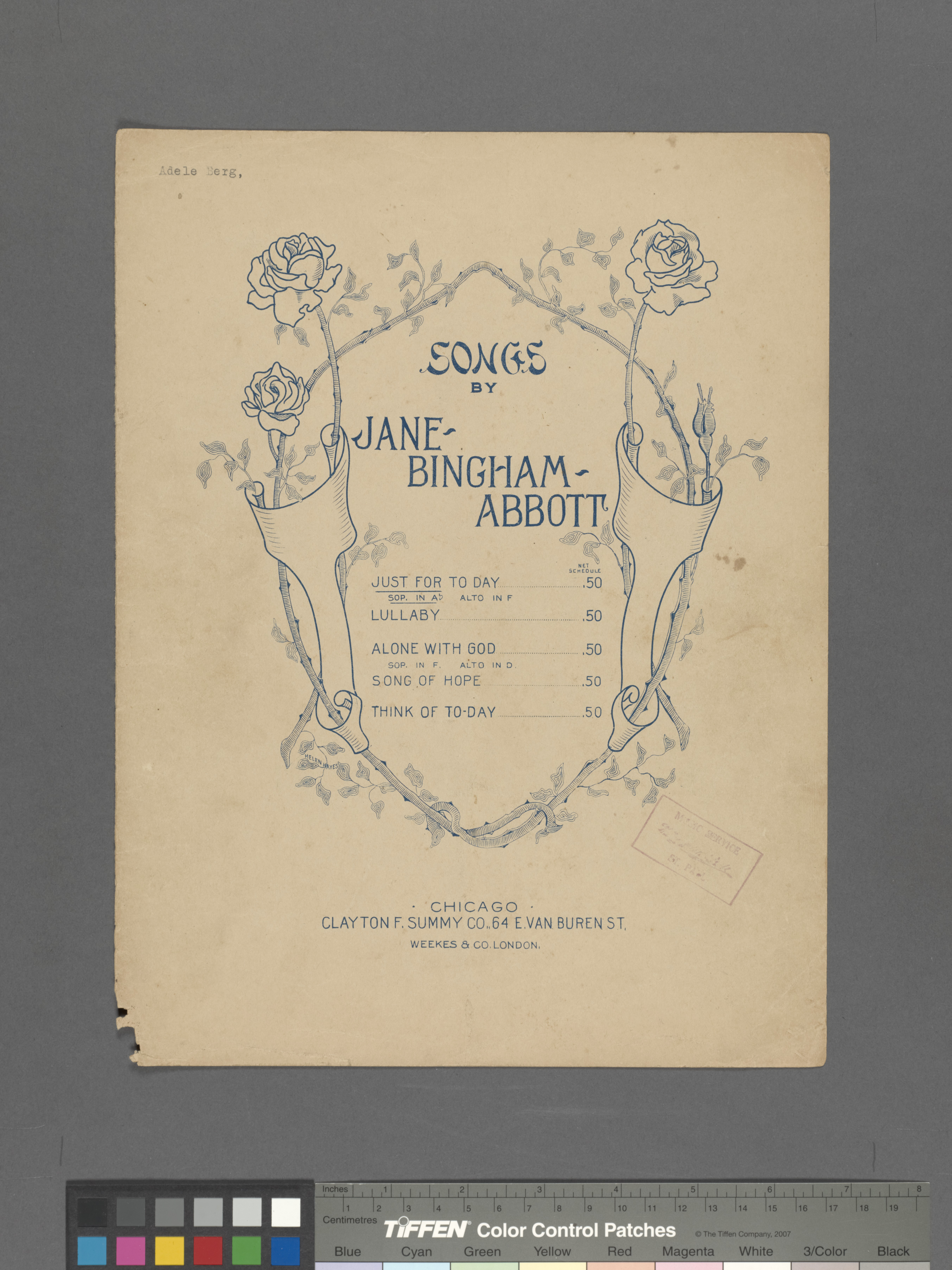
Titelseite von Just for Today

Jane Bingham Abbott veröffentlichte mehrere Lieder. Ihr bekanntestes war Just for today, das zeit ihres Lebens zum Standardrepertoire bei geistlichen Konzerten wurde. Es wurde in den Vereinigten Staaten vielfach aufgeführt und eingespielt.
- Just for today, Text: Sibyl F.Partridge, 1893[6] Ausgabe für Alt und Klavier in F[Digitalisat 1] Orchesterfassung eingespielt auf dem Label Victor am 19. Mai 1914 mit Christine Miller, am 11. September 1916 mit Elsie Baker, am 1. Juni 1921 mit Louise Homer. Weitere Fassungen mit Klavierbegleitung sowie eine Fassung mit Orgel und Violine wurden mit Beecher C. Burton, J. L. Selby und A. Stewart Holt eingespielt.
- Sigh no more ladies, 1896
- True love hath my heart, 1896
- Adventures of two little girls, a story musically depicted in sketches für Klavier[7] OCLC 497020810
- Christmas, Carol Anthem, für Sopransolo und Mädchenstimmen[8]
- Lullaby, Text: Alfred Bryan, 1899[9] OCLC 497020831
- Whom unseen we love, Text: Ray Palmer, 1898[10]
- Alone with God, publiziert bei Clayton F. Summy in Chicago, 1903[Digitalisat 2]
- Song of Hope, publiziert bei Clayton F. Summy in Chicago, 1907 OCLC 497020839
- Lovely day, Text: Rosalie M. Cody, 1917[11]
- Think of today, Text: Herbert B. Thomas[12], publiziert bei Clayton F. Summy in Chicago, 1909[Digitalisat 3]
- Our Christ, 1925 OCLC 498573529
- Mater dolorosa, Text: William Barnes, 1926[13] OCLC 498276181
- I walk with god today[14]

## Digitalisate
1. ↑  Just for today als Digitalisat bei HathiTrust
2. ↑  Alone with God (Memento vom 4. Juli 2019 im Internet Archive) als Digitalisat bei IMSLP
3. ↑  Think of today (Memento vom 4. Juli 2019 im Internet Archive) als Digitalisat bei IMSLP